# Hypovertex africanus
Hypovertex africanus är en kvalsterart som först beskrevs av Evans 1953.  Hypovertex africanus ingår i släktet Hypovertex och familjen Scutoverticidae. Inga underarter finns listade i Catalogue of Life.